# Platonida
Platonida – imię żeńskie pochodzenia greckiego; forma dzierżawcza od imienia Platon. Znaczeniem tego imienia jest zatem "córka Platona, kobieta z rodu Platona". 
Platonida imieniny obchodzi 6 kwietnia, jako wspomnienie św. Platonidy.